# Can’t Wait Until Tonight
Can’t Wait Until Tonight – utwór niemieckiego wokalisty Maximiliana Mutzke’a, napisany przez Stefana Raaba, nagrany oraz wydany 2004 roku, umieszczony na debiutanckim albumie studyjnym artysty pt. Max Mutzke.

## Historia utworu

### Nagrywanie
Utwór został napisany i skomponowany w 2003 roku przez niemieckiego producenta muzycznego Stefana Raaba dla zwycięzcy jego konkursu talentów Stefan sucht den Super-Grand-Prix-Star, który zorganizował przed krajowymi eliminacjami do 49. Konkursu Piosenki Eurowizji. Ostatecznie konkurs wygrał Mutzke, który miał możliwość nagrania singla.

#### Nagrywanie
Poszczególne instrumenty w utworze nagrali:
- Maximilian Mutzke – wokal
- Philip Niessen – gitara akustyczna
- Herbert Jösch – perkusja
- Dominik Krämer – gitara basowa
- Alfonso Garrido – instrumenty perkusyjne
- Wolfgang Norman Dalheimer – fortepian

### Występy na żywo:Nationaal Songfestival 2004, Konkurs Piosenki Eurowizji 2004
Utwór reprezentował Niemcy podczas 49. Konkursu Piosenki Eurowizji, wygrywając w marcu finał krajowych eliminacji Germany, 12 Points!, zorganizowanych przez niemieckiego nadawcę Norddeutscher Rundfunk (NDR) we współpracy z prywatną stację muzyczną Viva. Singiel zdobył w finale największe poparcie telewidzów i komisji jurorskiej, przechodząc do drugiej rundy głosowania z 67% poparciem, ostatecznie wygrywając selekcje z wynikiem 92,05% wszystkich głosów. Wygraną wokalisty obejrzało ok. 5,5 miliona telewidzów w kraju.
W finale Konkursu Piosenki Eurowizji, który odbył się 15 maja w Stambule, utwór zajął ostatecznie 8. miejsce, zdobywając łącznie 93 punkty, w tym maksymalną notę 12 punktów od Hiszpanii. Podczas występu wokaliście towarzyszyli twórcy piosenki: Stefan Raab, Wolfgang Norman Dalheimer, Herbert Jösch, Dominik Krämer i Philipp Niessen.

## Lista utworów
CD Single
1. „Can’t Wait Until Tonight” (Radio Version) – 3:04
2. „Can’t Wait Until Tonight” (Dry Wurlitzer Mix) – 2:54
3. „Can’t Can't Wait Until Tonight” (Instrumental) – 3:04
4. „Can’t Can't Wait Until Tonight” (Live Version) – 3:08
5. Teledysk do „Can’t Can't Wait Until Tonight”

## Notowania na listach przebojów
| Kraj              | Lista (2004)         | Najwyższe miejsce | Certyfikat  |
| ----------------- | -------------------- | ----------------- | ----------- |
| Niemcy            | Single Top 100       | 1                 | Złota płyta |
| Austria           | Singles Top 75       | 2                 | –           |
| Szwajcaria        | Singles Top 75       | 4                 | –           |
| Belgia (Flandria) | Ultratip 100 Singles | 18                | –           |